# 勅使河原宏
勅使河原 宏 （てしがはら ひろし、1927年〈昭和2年〉1月28日 - 2001年〈平成13年〉4月14日） は、日本の芸術家。草月流三代目家元。映画、いけばな、陶芸、舞台美術、オペラなど様々な分野で活躍した。前妻は片岡鉄兵の娘・藍子、後妻は女優の小林トシ子。
ATG初の日本映画の監督であり、安部公房原作の作品群におけるドキュメンタリータッチを基本にしたシュルレアリスティックな映像美は世界的に高い評価を受けた。

## 来歴
いけばな草月流の創始者勅使河原蒼風の長男として東京で生まれる。同地の私立暁星中学校を経て、1944年、東京美術学校（現東京芸術大学）の日本画学科に入学し1947年に洋画科に移る。在学中からパブロ・ピカソや岡本太郎などの前衛芸術に傾倒し、安部公房や関根弘らによる前衛芸術のサークル「世紀の会」に参加。また、在学中に日本共産党に接近し、1951年の五全協以降の武力闘争路線のもとで山村工作隊に参加した。勅使河原は当時東京都小河内村に建設中だった小河内ダムの破壊工作を目指した小河内工作隊に配属された。工作隊のメンバーには、後の共産党国会議員津金佑近や、映画監督の土本典昭などがいた。東京芸大の学生だった勅使河原の任務は、奥多摩地域の農民向けに発行されたガリ版新聞に版画を刷り入れることであった。
卒業後の1953年、友人から美術映画『北斎』の企画を持ち込まれ、1955年に同作を監督したことから映画界に進出。亀井文夫の記録映画『砂川』や『生きていてよかった』、『世界は恐怖する』などの制作に協力し、木下恵介に師事する。のちに松山善三、羽仁進、草壁久四郎、荻昌弘ら同世代の映画人とシネマ57を結成し、1958年に集団実験映画『東京1958』を制作した。1959年には父蒼風とともに渡米する。旅行先で知り合ったプエルトリコ系のプロボクサーホゼー・トレスのトレーニングから試合までの様子を16ミリカメラで撮影し、同年に短編ドキュメンタリー『ホゼー・トレス』として発表した。この間、アートシアター運動の中心人物としてその組織化に尽力した。
1962年、安部公房脚本のテレビドラマを映画化した自身初の長編劇映画『おとし穴』を監督。これがATG初の日本映画となった。同作は第15回カンヌ国際映画祭の批評家週間部門に出品された。1964年には勅使河原プロを設立し、再度安部と組んで砂の穴に閉じ込められた女と男を通じて人間の本質を描いた野心作『砂の女』を映画化する。この作品で第15回ブルーリボン賞と第19回毎日映画コンクールの作品賞・監督賞、第38回キネマ旬報ベスト・テン第1位を獲得し、国外でもカンヌ国際映画祭審査員特別賞、サンフランシスコ映画祭銀賞を受賞、アカデミー賞では監督賞と外国語映画賞にもノミネートされた。同作は国内外で絶賛され、自他共に認める畢生の作品となった。以降も安部の原作で『他人の顔』（1966年）や『燃えつきた地図』（1968年）などが国際的に高く評価され、1968年には日本人初のアカデミー賞審査員となった。
1970年9月4日、家族、友人を車に乗せ東名高速道路を走行中、海老名サービスエリア付近で小型ダンプカーと衝突し重傷を負った。
1972年の『サマー・ソルジャー』以降は映画界から離れ、福井県宮崎村の草月陶房で越前焼の作陶に打ち込んだ。1979年に蒼風が、1980年に2代目家元を継いだ妹の霞が相次いで死去すると、同年に草月流3代目家元を継承した。1984年にはスペインの建築家アントニ・ガウディを題材としたドキュメンタリー映画『アントニー・ガウディ』で映画界に復帰する。1985年にはフランス芸術文化勲章を受勲。1987年からは「草月シネマパーク」を再開し、1989年には久々の劇映画となる野上弥生子原作の『利休』を発表する。この作品はモントリオール世界映画祭芸術貢献賞、ベルリン国際映画祭フォーラム連盟賞、芸術選奨文部大臣賞を受賞した。同年秋に、第1回・山形国際ドキュメンタリー映画祭審査員長に就任し、1992年には富士正晴原作の『豪姫』を監督し、セットのいけばなも自らいけた。同年、紫綬褒章を受けた。
2001年4月14日逝去。享年74。墓所は青山霊園(1ロ20-35)

### 映画監督以外の活動
華道家としてはソウル、ミラノ、ニューヨークといった世界各地で、竹を使った個展を開催。その規模に加えて、自由で独創的な表現方法が注目された。国内での活動もめざましく、丸亀市猪熊弦一郎現代美術館や広島市現代美術館をはじめ全国各地で個展を開催し、1990年代からは数人で行う生け花「連花」を提唱。この新しい表現方法は、従来の華道の枠を超えた芸術として見る者を驚かせた。1993年にはパリ日本文化祭での大茶会をプロデュースした。後進には假屋崎省吾などがおり、草月流家元は次女の勅使河原茜が継いだ。
晩年は舞台美術の創作にも精力的に取り組み、オペラ『トゥーランドット』（1992年）を手始めとして、『スサノオ』（1994年）、『スローカ』（1999年）、『すさのお異伝』（1999年）を手掛ける。勅使河原が生涯こだわり続けた花材である竹で構成した舞台美術と演出は各地で多大な評価を受けた。

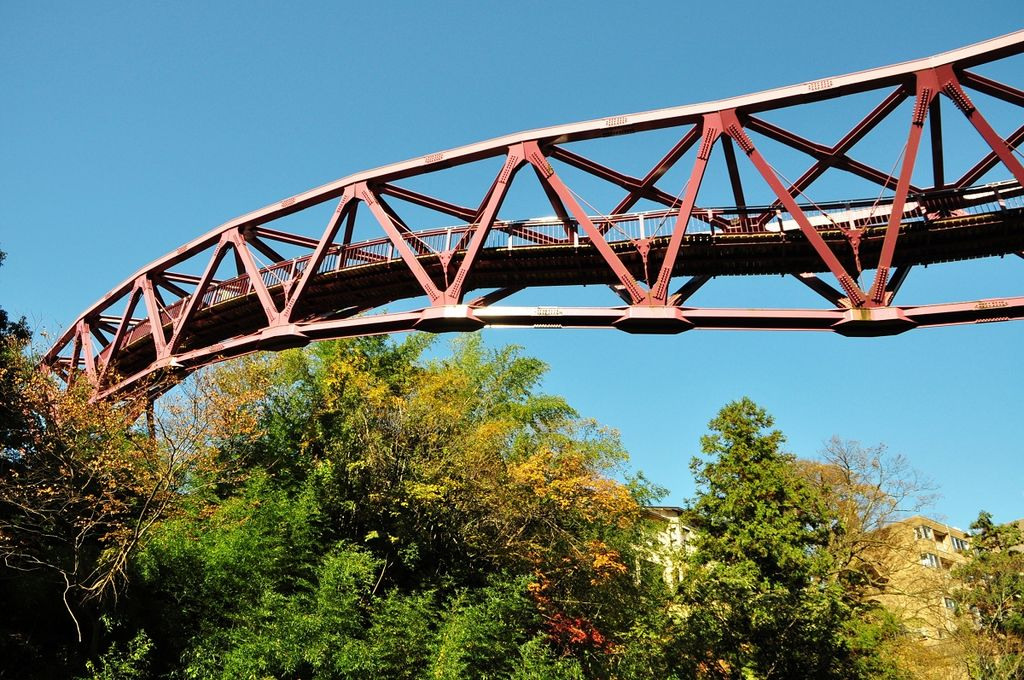
あやとり橋（2007年撮影）
(全長94.7メートル、幅1.5メートル、歩行者専用)

そのほか、陶芸や書などでオリジナリティ溢れる才能を発揮。盟友であった陶芸家大樋長左衛門の依頼を受け、金沢市の大樋美術館の庭園『風庭』の設計にも携わった。建築物では1991年竣工の石川県山中温泉のあやとり橋のデザインを担当している。

### 草月流 家元継承年
- 初代 勅使河原蒼風[3]創流1927年～1979年
- 第二代 勅使河原霞 1979年～1980年
- 第三代 勅使河原宏 1980年～2001年
- 第四代 勅使河原茜（宏の二女） 2001年～

## 監督作品

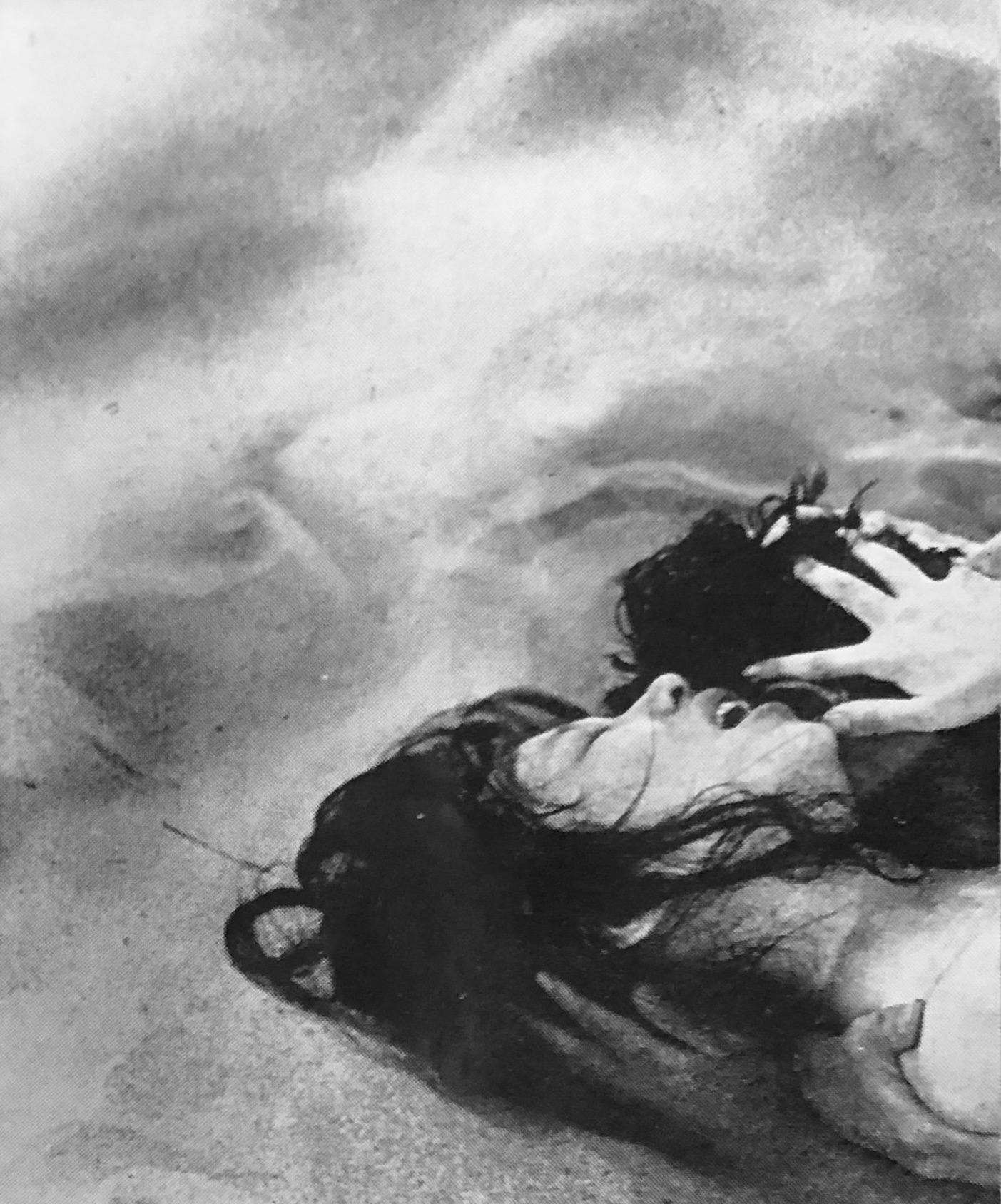
『砂の女』（1964年）

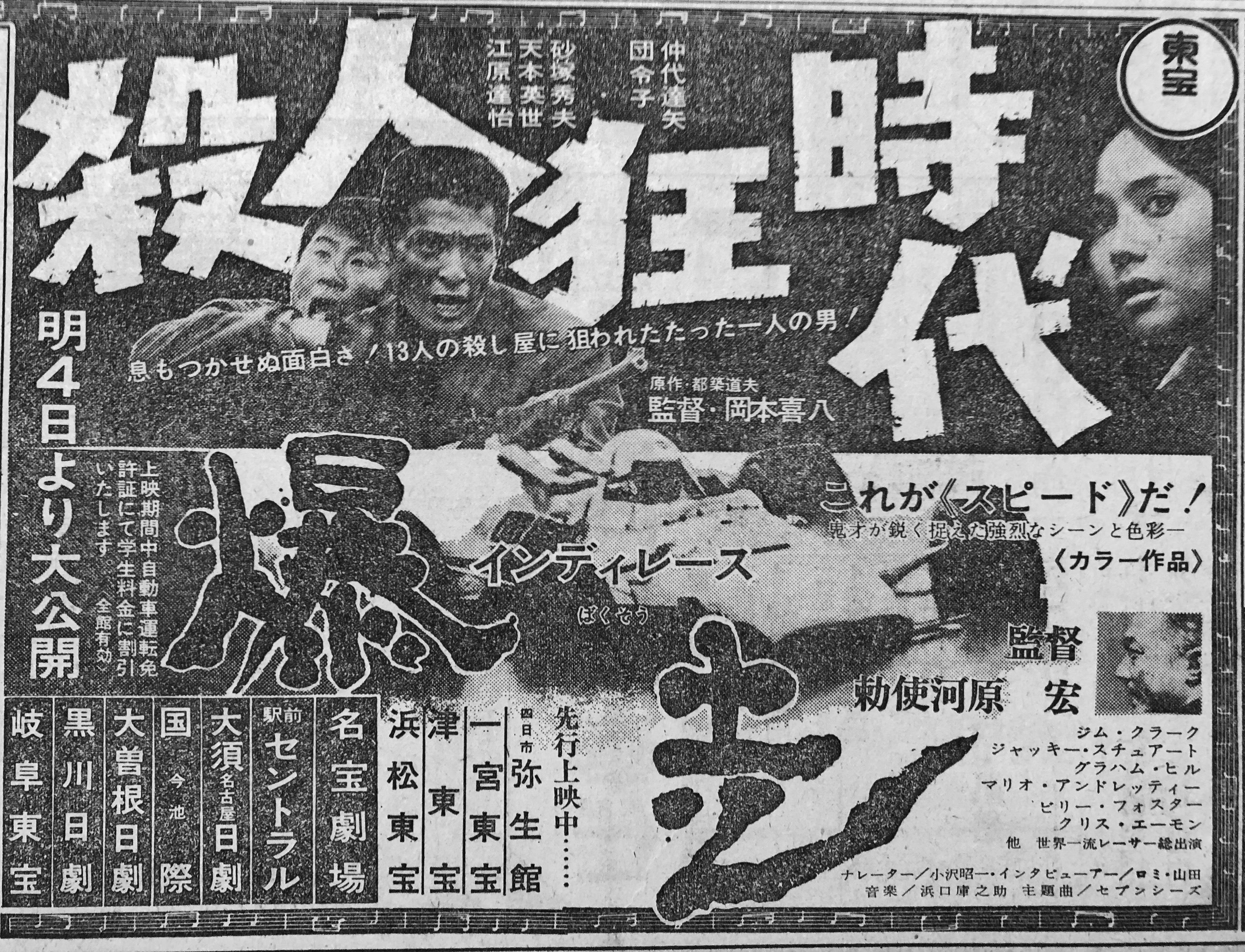
『インディレース 爆走』
(中日新聞、1967年2月3日付夕刊の広告)

- 北斎 （1953年） 短編ドキュメンタリー
- 十二人の写真家 （1955年） ドキュメンタリー
- 蒼風とオブジェ いけばな （1957年） 短編ドキュメンタリー
- 東京1958 （1958年） 短編ドキュメンタリー
- ホゼー・トレス （1959年） 短編ドキュメンタリー
- おとし穴 （1962年）
- いのち ―蒼風の彫刻 （1963年） 短編
- 砂の女 （1964年）
- 白い朝 （1964年） オムニバス『思春期』の一篇
- ホゼー・トレス Part II （1965年） ドキュメンタリー
- 他人の顔 （1966年）
- インディレース 爆走 （1967年） ドキュメンタリー
- 燃えつきた地図 （1968年）
- サマー・ソルジャー （1972年）
- 新・座頭市 第3シリーズ （1979年） テレビドラマ
- 動く彫刻 ジャン・ティンゲリー （1981年） 短編ドキュメンタリー
- アントニー・ガウディー （1984年） ドキュメンタリー
- 利休 （1989年）
- 豪姫 （1992年）

### 主な刊行著作
- 花造形　勅使河原宏作品集（婦人画報社、1982年）
- 草月流いけばな（主婦の友社、1986年）
- 前衛調書　勅使河原宏との対話（聞き手：大河内昭爾・四方田犬彦、学藝書林、1989年）
- 私の茶道発見　日本の美の原点とは（光文社カッパ・ホームス、1991年）
- 古田織部　桃山の茶碗に前衛を見た（日本放送出版協会、1992年）
- 花のいのち　21世紀に遺す（大河内昭爾と対談、蒼洋社、1997年）